# محمد بوكرين
محمد بوكرين (تاكزيرت، 4 نونبر 1935 - بني ملال، 5 أبريل 2010) كان مناضلا يساريا مغربيا في مجال حقوق الإنسان والديموقراطية. عرف باسم معتقل الملوك الثلاث, وذلك كونه سجن في عهد ثلاثة ملوك مغاربة، هم: محمد الخامس، الحسن الثاني ومحمد السادس. كان محمد بوكرين من مؤسسي نقابة الكونفدرالية الديمقراطية للشغل، وإحدى دعامات نقابة السكريين بوحدة الصناعة السكرية، في سوق السبت، وعضوا مؤسسا للجمعية المغربية لحقوق الإنسان، والمنتدى المغربي للحقيقة والإنصاف.
عكس أغلب مناضلي جيله، ورفض محمد بوكرين الانضمام لهيئة الإنصاف والمصالحة، وكل التعويضات الفردية لجبر الضرر عن سنوات الرصاص. حيث أنه ألح على الكشف عن الحقيقة في ملف الانتهاكات الجسيمة، وعن باقي المختطفين، وكذا فضح الجلادين.

## نشأته
ولد محمد بوكرين بقرية تاكزيرت بإقليم بني ملال بالأطلس المتوسط في المغرب يوم 4 نونبر 1935.التحق بمدينة القصيبة المجاورة، وباشر دراسته بمدرسة «موحى أوسعيد» قبل أن ينتقل إلى أزرو لإتمام دراسته بثانوية طارق بن زياد. ولكن، وبسبب نشاطه الوطني والسياسي ضد الإستعمار الفرنسي، تم فصله عن الدراسة في المؤسسة. التحق سنة 1950 بحزب الاستقلال، ثم انخرط في خلايا المقاومة المسلحة في إطار «المنظمة السرية» في 1953 والتي كان من قادتها محمد الزرقطوني، كما ساهم في إمداد جيش التحرير بالأسلحة والمؤونة بعد تأسيسه في أكتوبر 1955.

## نضاله
بعد استقلال المغرب، ناضل محمد بوكين على عدة واجهات وفترات، وقضى ما يناهز 16 سنة في المجموع بالسجون المغربية. تقسمت تلك الفترات بين عهود 3 ملوك مغاربة.

### عهد محمد الخامس
- بعد عقد المؤتمر التأسيسي للاتحاد الوطني للقوات الشعبية في شتنبر 1960 تم تحرير لائحة سوداء، كانت تضم 400 شخص بالمغرب منهم الفقيه البصري وسعيد بونعيلات وعبد السلام الجبلي ومحمد بوكرين. شنت الدولة حملة اعتقالات ومطاردات لكل عناصر الحزب. في هذا الصدد، خطط بوكرين مع رفاقة لثورة مسلحة لمواجهة الدولة، وذلك في شهر مارس 1960.[2] لم تنجح تلك المحاولة وذلك لاقتصارها على مناطق معينة (بني ملال - أزيلال - مراكش), بينما لم يشارك قادة المناطق الأخرى. اعتقل بوكرين لأول مرة في 17 مارس 1960 بتهمة «المس بأمن الدولة» ليقضى مدة الاعتقال موزعة على سجون: بني ملال واغبيلة بالدار البيضاء فسجن لعلو بالرباط ثم السجن المركزي بالقنيطرة ليطلق سراحه يوم 30 دجنبر 1966، حيث تمت تبرئته بعد قضائه سبع سنوات في السجن.

### عهد الحسن الثاني
- اعتقل محمد بوكرين سنة 1973 بعد أحداث مولاي بوعزة حيث حكم عيه بثلاث سنوات بتهم كحيازة الخرائط العسكرية وتهريب الثوار والفارين.
- سنة 1978, التحق بحزب الاتحاد الاشتراكي وانتخب عضوا للجنته الإدارية في نفس السنة، كما كان من المؤسسين للكونفدرالية الديمقراطية للشغل، ليساهم بعد ذلك في تأسيس الجمعية المغربية لحقوق الإنسان رفقة مناضلين مثل كعبد الرحمن بن عمرو والحيحي سنة 1979.
- سنة 1981 اعتقل محمد بوكرين بعد دخوله لمقر حزب الاتحاد الاشتراكي بالفقيه بن صالح، في وقت قامت الدولة بتشميعه، وذلك بسبب «نسيان القائمين على المقر تعليق صورة الملك في المقر في عيد العرش». حكم عليه بسنة سجنا قضاها كاملة قبل أن بخرج من جديد.
- سنة 1983 , وبعد انشقاق حصل في حزب «الاتحاد الاشتراكي» اعتقل محمد بوكرين من جديد، فقط 15 يوما بعد خروجه من السجن، حيث اتهم بالهجوم على أملاك الغير، في إشارة إلى مقر حزب الاتحاد الاشتراكي للقوات الشعبية، وخروج جناحه الراديكالي وإنشاء حزب الطليعة الديموقراطي الاشتراكي، والذي كان بوكرين من مؤسسيه. حكم على بوكرين يثلاث سنوات سجنا إثر ذلك.[3]

### عهد محمد السادس
- يوم 6 يونيو 2007، وبعد مشاركته في وفقة احتجاجية يوم 1 ماي لمساندة المعطلين بمدينة بني ملال، اعتقل محمد بوكرين وعمره يناهز 71 سنة، بتهمة «المس بالمقدسات».[4] حكم على بوكرين ابتدائيا بسنة سجنا، قبا أن تضاعف استئنافيا إلى ثلاث سنوات. لم يكمل محمد بوكرين فترته السجنة، بل خرج بعفو ملكي وذلك في أبريل 2008، حيث أن حالته الصحية كانت قد تدهورت.

## وفاته
توفي محمد بوكرين بوم 5 أبريل 2010 عن عمر 74 سنة يعد وعكة صحية مفاجأة، نقل على إثرها إلى العناية المركزة، بالمستشفى الجهوي ببني ملال. وحاول الأطباء التدخل لإنقاذ حياته، إلا أنه توفي بسكتة قلبية ساعة بعد دخوله المستشفى.
دفن بوكرين بمقبرة أولاد ضريض، ببني ملال، بحضور عدد من مناضلي الأحزاب الوطنية والتقدمية، وطنيا وجهويا، وبعض رموز الحركة الوطنية، وأعضاء المكتب المركزي لحزب الطليعة الديموقراطي الاشتراكي، وممثلين عن الهيئات السياسية، والحقوقية، والجمعوية، والوطنية.